# 100 років Національному академічному драматичному театру імені Івана Франка (монета)
«100 ро́ків Націона́льному академі́чному драмати́чному теа́тру і́мені Іва́на Франка́» — ювілейна монета номіналом 5 гривень, випущена Національним банком України, присвячена віковому ювілею Національного академічного драматичного театру імені Івана Франка, який розпочав свою діяльність 1920 року у Вінниці. Більшість класиків української драматургії XIX—XX ст. отримали першочитання своїх творів саме на сцені театру імені Івана Франка.
Монету введено в обіг 23 січня 2020 року. Вона належить до серії «Духовні скарби України».

## Опис монети та характеристики
| Номінал грн. | Метал      | Маса, г | Діаметр, мм | Якість виготовлення       | Гурт     | Тираж, штук |
| ------------ | ---------- | ------- | ----------- | ------------------------- | -------- | ----------- |
| 5            | нейзильбер | 16,54   | 35,0        | спеціальний анциркулейтед | рифлений | 35 000      |

### Аверс

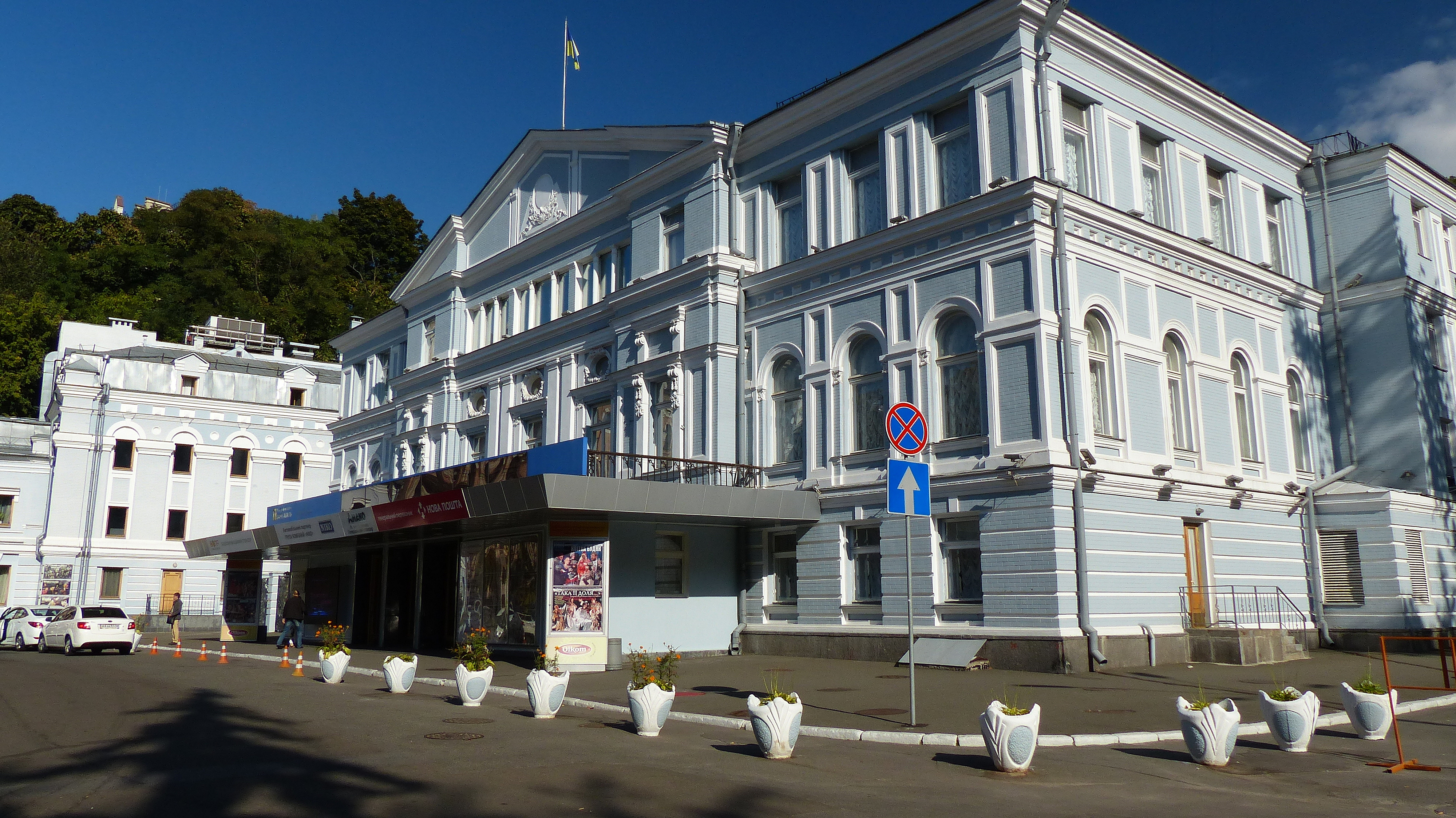
Театр ім. Івана Франка

На аверсі монети розміщено: малий Державний Герб України, над яким напис півколом «УКРАЇНА», під гербом — рік карбування монети «2020» та зазначено номінал — «5» та графічний символ гривні; на дзеркальному тлі ліворуч розміщено портрет Гната Юри, праворуч від якого вертикальний напис «ГНАТ ЮРА», праворуч — портрет Амвросія Бучми, ліворуч від якого вертикальний напис «АМВРОСІЙ/БУЧМА», які були одними з фундаторів театру; унизу зазначено рік заснування театру — «1920»; угорі праворуч — логотип Банкнотно-монетного двору Національного банку України.

### Реверс
На реверсі монет розміщено композицію, стилізовану під логотип театру: у квадратній рамці на дзеркальному тлі — рельєфне зображення будівлі театру; на матовому тлі — написи: «100/РОКІВ» (під будівлею), «НАЦІОНАЛЬНИЙ» (вертикально ліворуч), «АКАДЕМІЧНИЙ» (угорі), «ДРАМАТИЧНИЙ» (вертикально праворуч), «ТЕАТР/ІМЕНІ ІВАНА/ФРАНКА» (унизу).

## Автори

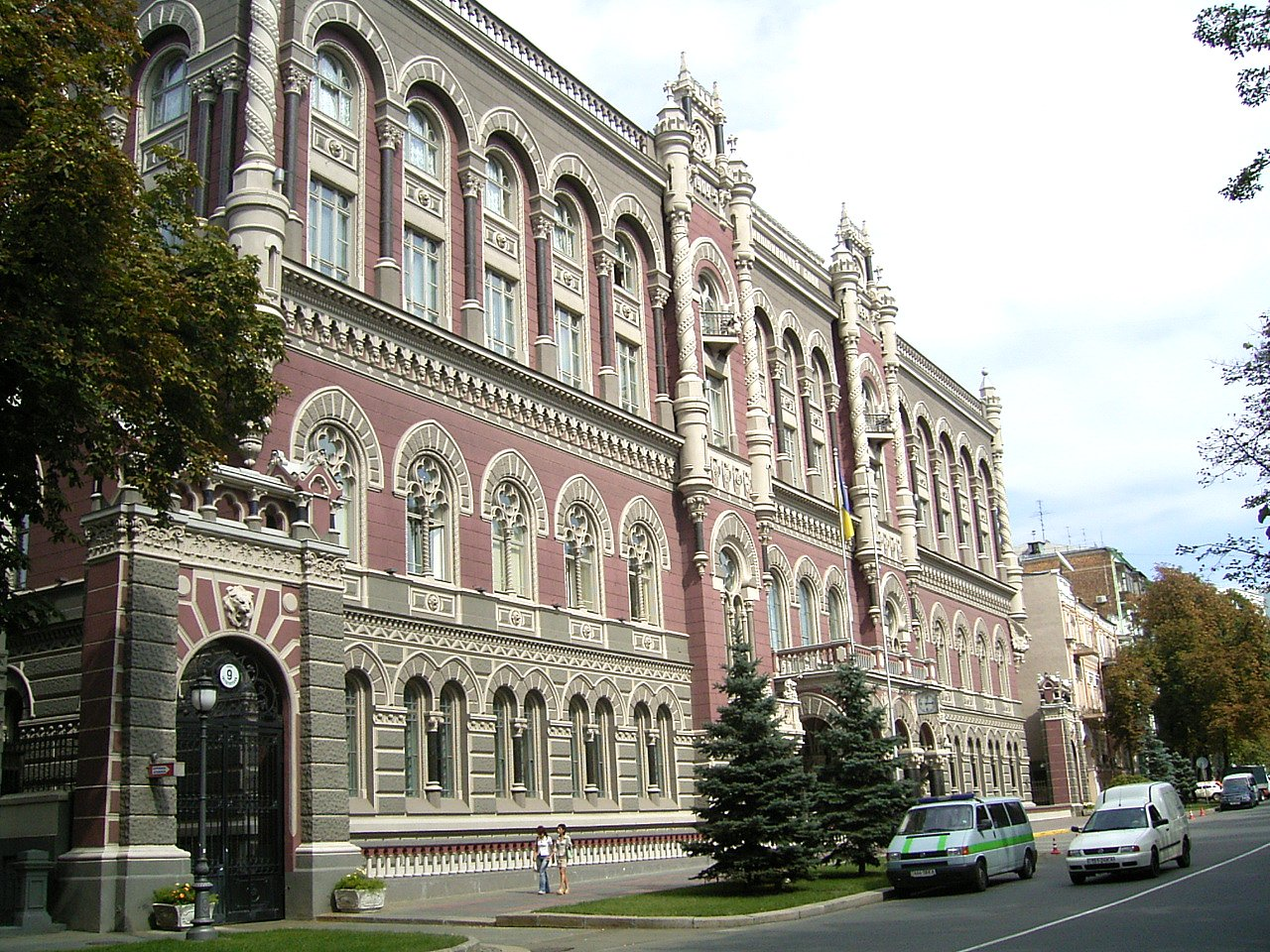
Будівля Національного банку України

- Художники: Таран Володимир, Харук Олександр, Харук Сергій.
- Скульптори: Атаманчук Володимир, Іваненко Святослав.

## Вартість монети
Під час введення монети в обіг 2020 року, Національний банк України реалізовував монету за ціною 51 гривня.
Фактична приблизна вартість монети, з роками змінювалася так:
| Рік        | 2020 | 2021 | 2022 | 2023 | 2024 | 2025 |
| ---------- | ---- | ---- | ---- | ---- | ---- | ---- |
| Ціна, грн. | 60   | 60   | 65   | 75   | 110  | 130  |